# Rafael López de Haro
Rafael López de Haro (San Clemente, 5 de juliol de 1876-Madrid, 21 de març de 1967) va ser un escriptor, narrador, dramaturg, periodista i guionista cinematogràfic espanyol

## Biografia
Rafael López de Haro y Moya va néixer el 5 de juliol de 1876 en la localitat de Conca de San Clemente. Va passar en la seva infantesa grans penúries econòmiques com a novè i últim plançó d'una família nombrosa i assetjada per problemes econòmics a causa que el pare, un jutge de molts anys, patia un gran crebant de salut i va morir.
Van viure a Astúries i Galícia i Rafael va haver d'estudiar el batxillerat a Conca a costa d'un germà major advocat, a causa de la defunció del qual va haver de posar-se a treballar com a segon escrivent en Obres Públiques amb un sou de 5000 reals a l'any. Picat de vocació literària i aïllat de la seva família, va publicar petits treballs en un setmanari local i versos en la sempre oberta revista Madrid Cómico, pedrera habitual d'escriptors novells, pagant-se la carrera de Dret i examinant-se per lliure en la Universitat Central; conclosa la carrera, va aconseguir unes oposicions a notaries i va ser destinat a una de tercera classe en Blancas (Múrcia). En el notariat anirà guanyant diverses oposicions que el van portar a altres de primera classe.
Després d'un lapsus a Ciudad Real, on va dirigir el setmanari literari La Fiesta (1895-1897), va col·laborar en el periòdic La Tribuna i va publicar el seu únic llibre poètic, Oretanas: Leyendas en verso (Ciudad-Real: [s. n.] 1898). Va obtenir una notària de primera classe a Pontevedra, que va ocupar quan a Europa es dirimia la I Guerra Mundial, i va entrar en política de la mà d'Antoni Maura.
Va ser governador civil de diverses províncies, l'última Sevilla; després va reingressar en notaries i va exercir aquesta labor a Saragossa, Barcelona i, per fi, des de 1940 Madrid, on es va jubilar en 1951.
Durant la Guerra Civil va publicar nombrosos articles de premsa fent costat als revoltats, per exemple, a La Vanguardia, poc després de caure Barcelona, i va estrenar una comèdia contra els republicans. Després va escriure una maniquea trilogia de novel·les sobre la contesa entre les quals Adán, Eva y yo s'assenyala per un fort antisemitisme.
Va morir el 21 de març de 1967 a Madrid.

## Obra

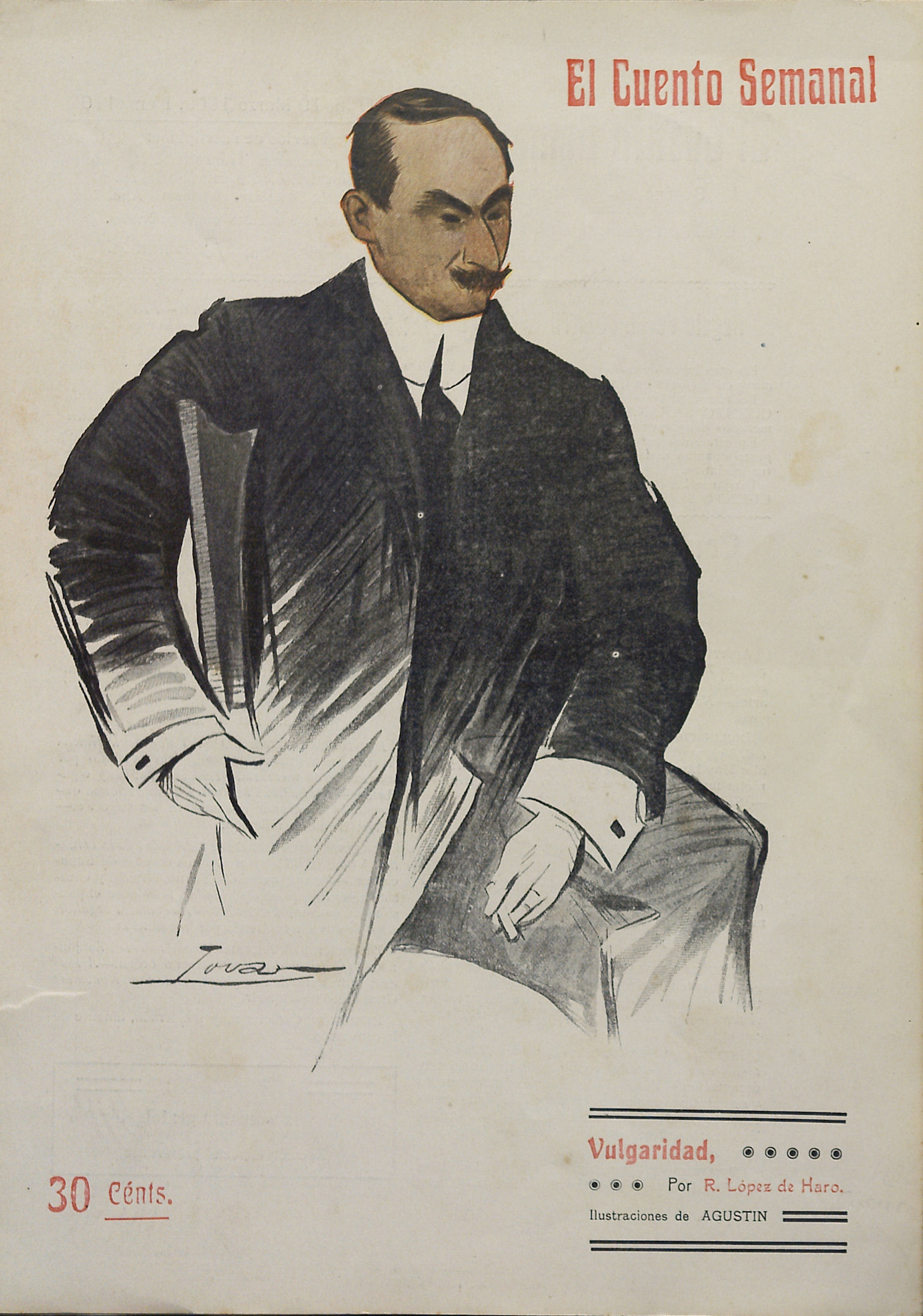
Vulgaridad, n.º 116 d'El Cuento Semanal (19 de març de 1909). Portada de Tovar.

Va publicar 127 novel·les, entre elles 27 llargues i unes cent tales, vint comèdies, i alguns versos, assajos i recopilacions d'articles periodístics. Moltes de les seves novel·les van ser traduïdes a l'anglès, alemany, italià etcètera i algunes van aconseguir tirades de més de cent mil exemplars (segons els seus editors; ell creia que calia llevar un zero) o van ser adaptades al cinema. Potser la seva novel·la més benvolguda era Adán, Eva y yo (1939), subtitulada novela en clave de la Guerra Civil de España), que va ser la més venuda, encara que ell preferia considerar la seva obra mestra Alonso Quijano de 1959, encara que tant el crític Melchor Fernández Almagro com el mateix autor van declarar no va ser entesa en absolut. En l'actualitat es creu que la seva obra mestra i més representativa és ¡Muera el señorito! (Ni patria ni amor) (Madrid: Renacimiento, 1916) pels seus cuidats estil i llenguatge, el seu duríssim retrat del caciquisme manxec i els seus ben delimitats personatges i ambients.
La trajectòria literària pròpiament dita de l'autor va començar amb En un lugar de la Mancha, 1906, obra que el va situar entre els escriptors del naturalisme per la seva temàtica violenta, en particular entre els deixebles de Felipe Trigo, conreadors de la novel·la eròtica, que també va conrear ell. Igualment van ser molt llegides La Venus miente (cinc edicions), Dominadoras, 1907; Floración, 1909, i Poseída, 1911. Entre aquestes dates van anar apareixent desenes de novel·les curtes en les col·leccions El cuento semanal, La novela corta, Contemporáneos, La novela semanal i La novela de hoy. Moltes d'aquestes novel·les estan reixades d'inquietuds socials i ètiques.
Adán, Eva y yo, potser l'obra de més obert antisemitisme en tota la literatura espanyola del preguerra (tots els mals del món es deuen segons aquesta novel·la a una conjura sionista), forma part d'una trilogia sobre la Guerra Civil formada també per La herida en el corazón i Fuego en el bosque i està narrada en primera persona pel ja mort personatge principal (espècie de don Joan) a través d'un mèdium, fins és que és executat per un Tribunal Popular. Les seves Novelas escogidas aparegueren el 1949.
Quant a les seves col·laboracions periodístiques, de tema molt variat i encara sense recollir, van anar especialment nombroses les del diari gràfic Ahora i les de la revista Renovación Española, òrgan del partit dretà i monàrquic del mateix nom. L'autor va militar en les files del partit d'Antoni Maura, qui el va voler portar a l'Acadèmia però va morir abans d'aconseguir el seu propòsit, que tampoc l'autor estava massa animat per a assumir. Va entrar en política a Pontevedra, indignat perquè l'assassí d'un cacic no trobés defensor; això li va fer demanar l'alta de la notaria; va aconseguir salvar a l'assassí, i es va presentar a Pontevedra, sent derrotat. Maura el va fer governador civil de Segòvia, Albacete i Sevilla, i després va tornar a la carrera de notaries, aconseguint la plaça de Barcelona.

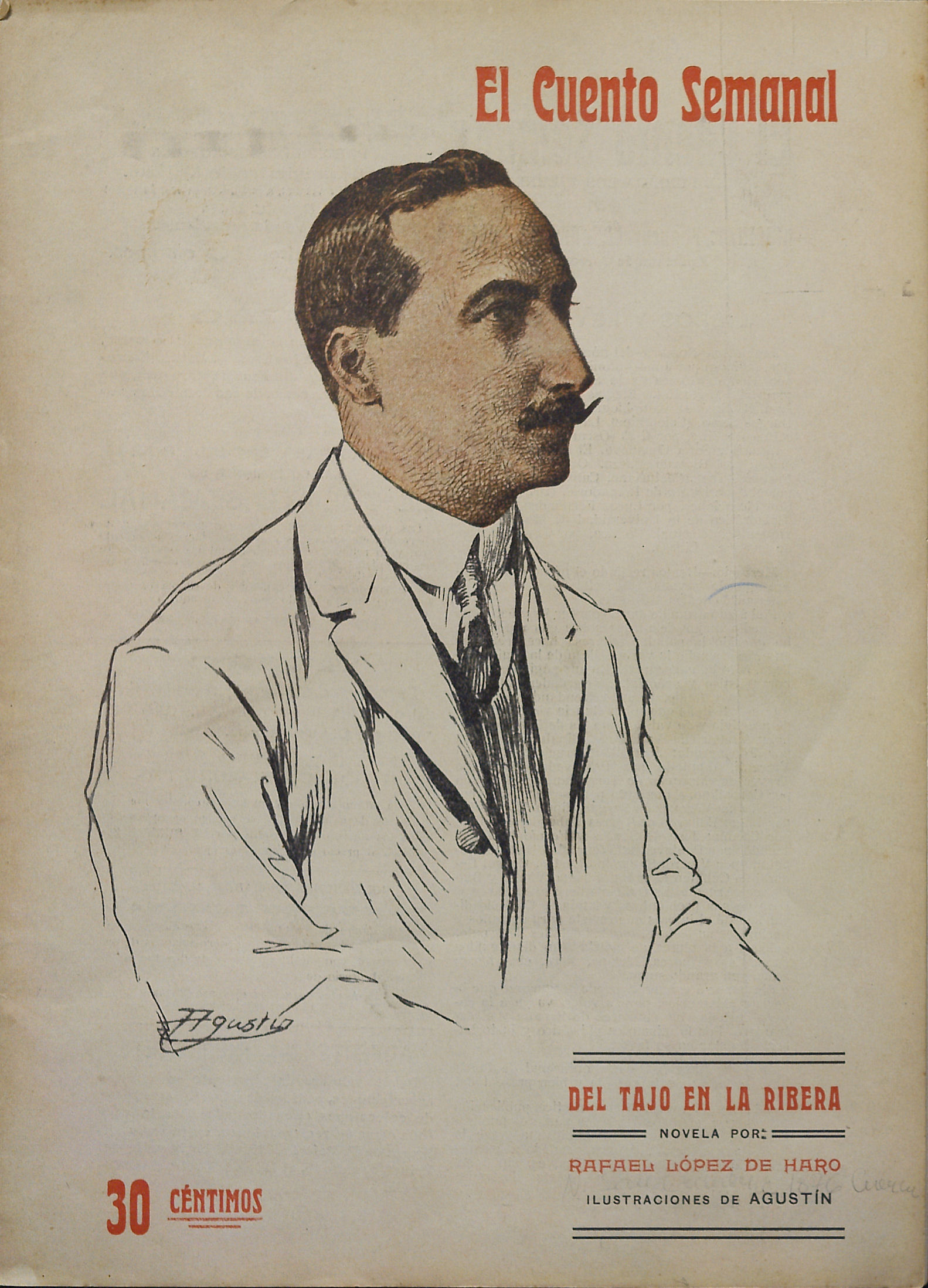
Del Tajo en la ribera, n.º 149 d'El Cuento Semanal (5 de novembre de 1909). Portada d'Agustín.

Quant al seu concepte de novel·la, va dir al crític Julio Cejador:
Jo no sóc sistemàtic. Cada novel·la meva no sembla germana de les altres. Fins d'estil canvio. L'assumpte em domina i em fa esclau, i escriure d'una manera que sol ser, no ja diferent, sinó contrari a la meva manera anterior
Va definir la novel·la, amb la seva particular agudesa, d'aquesta manera: "Ha de ser la història del que no ha succeït, així com la història ha de ser la novel·la del que ha ocorregut". Va dividir la seva producció narrativa en tres grups: "Novel·les de la vida", "novel·les de la carn" i "novel·les de les ànimes", encara que no sempre és fàcil traçar fronteres, perquè ell mateix va apreciar que algunes d'elles van ser escrites pane lucrant, això és, amb "concessions a la butxaca", perquè "s'escriu per a guanyar diners". Per això l'erotisme que hi ha en part de les seves novel·les va obeir a meres raons de càlcul comercial. Les seves novel·les extenses van ser:
- Novel·les de la vida: En un lugar de La Mancha, Dominadoras, Impiedad, Batalla de odios, La novela del honor, Poseída, El país de los medianos, ¡Muera el señorito!, Los nietos de los celtas (adaptada al cine), El más grande amor, Un hombre solo, ¿Y después?, Por el amor se va i Eva libertaria.

- Novel·les de la carn: El salto de la novia, Floración, Entre todas las mujeres, La imposible, Las sensaciones de Julia, La venus miente, Fuego en las entrañas, Yo he sido casada.

- Novel·les de les ànimes: Sirena (molt traduïda i de gran èxit en la seva versió alemanya), Ante el Cristo de Limpias, Un hombre visto por dentro, Adán, Eva y yo, Interior iluminado i Entredós.

El seu estil es ressent d'alguns vocables cultistas i una certa pedreria metafòrica modernista i decadent. Del seu teatre es recorden peces com Ser o no ser, Entre desconocidos (estrenada per María Guerrero a Amèrica i per Rosario Pino a Espanya), Una puerta cerrada, Una conquista difícil i Una ventana al interior; també va compondre peces en col·laboració amb Emilio Gómez de Miguel i Pedro Muñoz Seca i una peça de teatre de guerra durant la contesa civil, sota el punt de vista dels revoltats, El compañero Pérez, de biaix còmic i que, segons Julio Rodríguez Puértolas, "no estalvia cap procediment per a ridiculitzar a l'enemic intentant connectar amb el costumisme de sainet de temps anteriors". Es va acostar al cinema realitzant un parell de guions cinematogràfics, entre ells el de la primera pel·lícula de ficció gallega, Miss Ledyia, dirigida en 1916 per Xosé Gil y Gil. Un equip internacional format pel director alemany Adolf Trotz, un director de fotografia danès i un muntador rus va adaptar la seva novel·la galaica Los nietos de los celtas amb el títol d' Alalá (1933). Entre els seus assaigs destaca Su majestad, el individuo.

### Col·leccions
- Obras de Rafael López de Haro Madrid / [Segovia: ["El Adelantado de Segovia"], 1926.
- Novelas escogidas. Madrid: Aguilar, 1949, 8.º, con un retrato y 625 pp. en papel biblia.
- Novelas escogidas (Joaquinito. Un timbre que no suena. La monja de cera. ¿Dónde he visto yo esta cara? El prodigio de un amor. Doña Rosario. El nueve. Mitzia Zanowski. Irma Shilow. Elsa Liowe Nota preliminar de Federico Carlos Sainz de Robles, Madrid, Aguilar, 1949, Col. Crisol núm. 271, 484 pp., con retrato del autor.
- La Hija del Mar. Novelas. Madrid, [1923]

### Novel·les
- Corresponsal de guerra, Madrid: La Novela Corta, 1917 y Santiago: [s.n.], 1919.
- Batalla de odios: novela. Madrid, [19--?]
- Ante el Cristo de Limpias, novela. Madrid, Biblioteca nueva [1921] y Madrid, [1923].
- Los nietos de los celtas. Madrid, Renacimiento, 1917.
- La monja de cera: novela. Madrid: Prensa Gráfica, 1921.
- El país de los medianos: novela, Madrid: Renacimiento, 1913.
- El salto de la novia: novela, Barcelona: Ramón Sopena, [192-?]
- El triunfo de la sangre: novela inédita. Madrid: [Imp. de La Novela Corta], 1917 y El triunfo de la Sangre. Novelas, Madrid, [1923]
- Pedazos de belleza: novela, Madrid Los Contemporáneos, 1917.
- Las sensaciones de Julia: novela. Barcelona: Sopena, [1915]
- Pero el amor se va: novela. Madrid : Biblioteca Nueva, [1922?]
- Todos los amores; novela. Madrid, Biblioteca Nueva, 1923.
- La Venus miente: novela, Madrid: Biblioteca Nueva, [19--?]; 2.ª ed. Madrid: Biblioteca Nueva, [1923]; 3.ª Madrid: Sucesores de Rivadeneyra, ¿1925?; 4.º, Madrid: Ed. Estampa, 1930. 5.ª MAdrid: Ed. Dólar, s. a.
- Dominadoras: novela. Madrid: Renacimiento, 1914.
- Sirena: (novela). Madrid: Biblioteca Renacimiento, 1910 y Barcelona: Ramón Sopena, [1922].
- La imposible, novela. Madrid, Renacimiento [1912?]
- ¡Muera el señorito! (Ni patria ni amor), novela. Madrid: Renacimiento, 1916 y Barcelona: Ramón Sopena, ¿1916?
- Fuego en las entrañas, novela. Madrid, Biblioteca Nueva, s. a.; 2.ª ed. Madrid: Biblioteca Nueva, [ca. 1930]
- El más grande amor: novela Madrid: V. H. Sanz Calleja, [1918?]
- La vieja canción: novela. Madrid: La Novela Corta, 1919 y Madrid: Prensa Moderna, 1928.
- El pelele: novela. Madrid: Prensa Moderna, 1928.
- Un hombre visto por dentro: novela. Madrid: Editorial Atlántida, [1924]
- Interior iluminado. Madrid: Ed. Febo, [1945] (con prólogo de Gregorio Marañón) y [Madrid], [Aguilar], [1951].
- Entre todas las mujeres, novela. Madrid, Biblioteca Nueva [192-?]
- Flores del Dancing: novela. Madrid: Prensa Gráfica, 1924.
- Ahora, Madrid: Rollan [1952]
- Poseída, novela. Madrid: Biblioteca Renacimiento (V. Prieto y compañía editores, 1911.
- Alonso Quijano, novela. Madrid, Aguilar, 1959.
- Adán, Eva y yo; novela. Barcelona, Casa editorial Araluce, 1939 (novela en clave sobre la Guerra Civil).
- La novela del honor. Barcelona, Ramón Sopena,
- Yo he sido casada: Madrid, Editorial Estampa, 1930; ed. Betis, 1941; Madrid: General de Ediciones, s. a.
- Un hombre solo, novela. Madrid, Editorial Pueyo, 1920.
- Entredós; novela. Madrid, Aguilar, 1955.
- Floración: (del amor y del pudor) Barcelona : R. Sopena, [1909] y Barcelona: Ramón Sopena, [1916], 2.ª ed.
- Piropo. Madrid, Cid, [19--?]
- Uno de tantos: novela [Madrid] : Los Contemporáneos, 1921.
- ¿Y después? Historia de un imaginativo erótico y sentimental. Madrid : Biblioteca Nueva, [1921?]
- El secreto de Hortensia: novela Madrid: Sucesores de Rivadeneyra, 1923.
- La novela de un viaje [Madrid]: Los Contemporáneos, 1918.
- La zarabanda de las pasiones; drama de almas. Madrid, J. Pueyo, [1918].
- Los ojos verdes de Otilia: novela Madrid: La Novela de Hoy núm. 38 /Sucesores de Rivadeneyra, 1923.
- Se ignora cual de las dos: novela Madrid: Novela Mundial, [1926]
- En un cuerpo de mujer: novela inedita Madrid, 1918 y En un cuerpo de mujer, novelas. Madrid, V. H. de Sanz Calleja [1922]
- ...En un lugar de la Mancha; novela. Madrid, Pueyo [1906]
- Demasiado hermosa Madrid: Sucesores de Rivadeneira, 1924.
- ¿Dónde he visto yo esta cara?: novela, Madrid: Novela Mundial, 1928.
- ¿Eres tú?: novela, Madrid: Novela Mundial, [1926]
- Amar y... morir: novela, Madrid: Sucesores de Rivadeneyra, 1925.
- Coqueta: novela inédita, Madrid: [Prensa Popular], 1918.
- Doble crimen: novela, Madrid: La Novela de Hoy núm. 79 / Sucesores de Rivadeneyra, 1923.
- Joaquinito: novela, Madrid: Novela Mundial, 1928.
- Cara a cara: novela, Madrid: Novela Mundial, 1927.
- Interior obscuro: novela, Madrid: Prensa Moderna, [1928]
- El hombre que se vio en el espejo, Madrid Editores Reunidos 1936.
- La duquesa ofidia: novela, Madrid: Prensa Gráfica, 1922.
- La suprema ley: novela, Madrid: Prensa Gráfica / La Novela Semanal, 1922.
- Nadie lo vio: novela, Madrid: Sucesores de Rivadeneyra, 1924.
- ¿Quién manda?: novela, [Madrid]: Los Contemporáneos, 1919.
- Olivia, la genial: novela, Madrid: Atlántida / Imp. Artística de Sáez Hermanos, 1925.
- Un carácter: novela, [Madrid]: Los Contemporáneos, 1920.
- No es un cuento: novela, [Madrid]: Los Contemporáneos, 1920.
- Eva libertaria; novela. Madrid, Estampa, 1933.
- El hombre del sombrero gris: novela, Madrid: La Novela Mundial, 1927.
- Deigénita. Madrid, [Prensa Popular], 1917.
- Eva en el hotel: novela, Madrid: La Novela Mundial, 1927.
- El día siguiente. Madrid, Rollán [1953]
- Mi amigo el viajero: novela, Madrid: La Novela Mundial, 1927.
- El principio primero. Madrid, 1919.
- Doña Rosario, Madrid: [Prensa Popular, La Novela Corta], 1919.
- Nera. Madrid, La Novela Corta núm. 232, 1920.
- El prodigio de un amor; Doña Rosario, Madrid: [s.n., 1941]
- Espejo de paraísos: novela, Madrid Los Contemporáneos 1916.
- La hija del mar: Novela, Madrid: V. H. Sanz Calleja [s.a.] y en La Hija del Mar. Novelas. Madrid, [1923]
- Fuego en el bosque, Madrid: Ediciones Españolas, [1939]
- La mirada del ciego: novela, Madrid: Los Contemporáneos, 1916.
- La inmolada: novela, Madrid: Los Contemporáneos, 1917.
- Espejo de paraísos, Madrid, 1916
- El amor de Doria, Madrid El Libro Popular 1913.
- La cueva de las ideas Madrid, Los Contemporáneos, 1916.
- En el misterio de la noche: novela Madrid: Imp. Artística de Sáez Hermanos, 1926.
- El amor, la codicia y la muerte Madrid: El Libro Popular, 1914.
- El traidor, Madrid: Atlántida, 1931.
- Vulgaridad, Madrid: El Cuento Semanal, 1909.
- Coincidencia extraña: novela. Madrid: Sucesores de Rivadeneyra, 1922.
- Del Tajo en la ribera. Novela., Madrid, El Cuento Semanal, 1909.
- Eleonora, El Cuento Galante núm. 9, 1913.
- La mujer de los dos. Madrid, El Libro Popular, 1914.
- Nora la intrépida. Madrid: Los Contemporáneos, núm. 355, 1915
- Las sensaciones de Julia, Madrid:, Ed. Renacimiento, Madrid 1915.
- Coqueta, Madrid: La Novela Corta, 1918.
- El más grande amor. (Novela), Madrid: Renacimiento, 1918.
- El prodigio de un amor. Nadrid: La Novela de Hoy núm. 89, 1924.
- Fútbol... Jazz-Band. Madrid: La Novela de Hoy núm. 127, 1924.
- En el misterio de la noche. Madrid: La Novela de Hoy núm. 203, 1926.
- La novela de noche. Demasiado hermosa. Madrid: Sucesores de Rivadeneyra, 1924.
- El fugitivo. Madrid: La Novela de Hoy, 1930.
- ¿Cómo era Susana?, Madrid: La Novela de Hoy núm. 453, 16 de enero de 1931.
- El Día siguiente, Madrid: Edit. Rollán, 1953.
- Batalla de odios. Novela. Madrid: Sanz Calleja, (192...)
- La imposible. Del Tajo en la ribera. Madrid: V. H. Sanz Calleja, s. a.
- Ojos claros, Sevilla: Betis, s. a.
- Yo maté a Juan León: novela
- Los zurdos
- El enigma de la Gioconda

### Col·leccions de relats
- Mis mejores cuentos. Novelas breves, Madrid: Prensa Popular, [1921?]
- La mirada del ciego, novelas. Madrid, V. H. Sanz Calleja [1922]
- Novelas de mujeres. [Seis narraciones de amor, de celos y de punzante realismo]. Madrid, Colección El Grifón, 1955.
- En un Cuerpo de Mujer. Novelas. Madrid [1922]
- Dominadoras, Madrid: Ed. Renacimiento, 1914. 4º, 230 págs. Contiene los siguientes relatos: "La mujer de piedra", "La mujer de carne", "La mujer de nervios" y "La mujer de oro".

### Assaigs
- Su Majestad el Individuo Madrid : Biblioteca Nueva, [1919?]

### Teatre
- Ser o no ser. Una puerta cerrada. La novia de ayer. Comedias. Madrid, Biblioteca Nueva [1926]
- Ser o no ser: comedia en tres actos Madrid : La Farsa, 1930.
- Una puerta cerrada
- La novia de ayer
- Una conquista difícil: comedia en tres actos, en prosa original Madrid: La Farsa, 1931 y MAdrid: La Escena, núm. 26, 1942.
- Ella o el diablo: novela representable en un prólogo y tres actos Madrid: La Farsa, 1930.
- Entre desconocidos: comedia en tres actos, Madrid: La Farsa, 1928 y Madrid: Rivadeneyra, 1928.
- Sencillamente
- Un timbre que no suena, publicada como novela (Madrid: La Novela Mundial, 1928) y más tarde: Un timbre que no suena: comedia en tres actos, original [Madrid?], [1942?]
- Una ventana al interior
- Voz del silencio, Madrid: La Escena, 1943.
- Con Emilio Gómez de Miguel, K-29: comedia en tres actos Madrid: La Farsa, 1930.
- Con Pedro Muñoz Seca, Poca cosa es un hombre, comedia en tres actos Madrid: Tall. gráf. Piñera, [1926?]
- El compañero Pérez.